# Лицей № 66 (Липецк)
Экологический лицей № 66 имени Героя Советского Союза С. П. Меркулова — муниципальное бюджетное общеобразовательное учреждение города Липецка.
Расположен на улице Меркулова, 11, корп. «А». Известен как единственный в Липецкой Области экологический лицей.

## История школы
В сентябре 2014 года муниципальное общеобразовательное учреждение лицей № 66 отметило свое двадцатипятилетие. Возраст, конечно, небольшой, а история внушительная. 20-й микрорайон Липецка получил новое среднее общеобразовательное учреждение к 1 сентября 1988 год. И сразу более 2000 детей новолипецких металлургов переступили порог школы, рассчитанной на 1176 мест (это при наполняемости классов 36 человек). Занятия сразу (!) в три смены. И при этом школа планировалась как инновационная. Ведь предполагалось, что в бедной социальной структуре микрорайона-новостройки возникнет современный культурно-образовательный центр. Пристройка к школе должна была обеспечить условия для приема шестилеток, а в цокольном этаже разместились районный Дом пионеров, подростковый клуб «Допризывник», дополнительные помещения для занятий спортом.
Семинары районного, городского, областного уровня проходили почти непрерывно. Но именно благодаря столь интенсивной деятельности совершенствовалось, оттачивалось педагогическое мастерство учителей, средний возраст которых на момент открытия школы был совершенно юным — всего 33 года. Вместе с педагогическим коллективом «взрослело» мастерство её руководителей: директора Бурковой Нины Яковлевны и заместителей: Кузнецовой Марии Ивановны, Ефимовой Валентины Васильевны, Новичковой Раисы Николаевны, Гноевых Нины Дмитриевны, Захаровой Людмилы Васильевны. В настоящий момент заместители директора: Кузнецова Мария Ивановна и Гноевых Нина Дмитриевна на заслуженном отдыхе. Однако сменили их достойные заместители директора: Проскурина Раиса Александровна, Сушкова Светлана Викторовна, Воронина Ольга Ивановна, Ставила Елена Анатольевна.
Дружина имени С. П. Меркулова уже спустя год после образования завоевывает звание правофланговой и уже не утрачивает его до 1992 года, когда основное количество пионерских организаций было упразднено.
Зато осталось патриотическое направление воспитательной работы, выразившееся в поисковой деятельности, появлении клуба «Куликово поле». Результатом поисков, тесного сотрудничества с ветеранами Великой Отечественной войны стало создание музея «Мужество», а средней школе № 66 в 2001 году присвоено имя Героя Советского Союза С. П. Меркулова.
За годы ведения экспериментальной работы в самых разных направлениях сформировался и утвердился замечательный коллектив талантливых учителей, которые стремятся сделать каждый шаг ребёнка творческим самоутверждением. Сформировался и стиль работы коллектива — научить учиться: вначале педагогов, а затем детей. И, как итог, учителя — все люди творческие, обладающие гибкостью, подвижностью мышления, способностью реагировать на непредвиденные обстоятельства, что обеспечивает многоплановость в подходах к учебно-воспитательной деятельности. Обладая нестандартностью мышления, они поддерживают оригинальность в мышлении учеников. Они выработали в себе способность комбинировать известные системы обучения, преобразуя их в новые, конструировать их в различные сочетания.
Именно эта способность и позволила коллективу муниципального общеобразовательного учреждения средней общеобразовательной школе № 66 г. Липецка в 1996/1997 учебном году приступить и провести системный эксперимент по теме: «Создание модели экологического образования школьника как субъекта природоохранной деятельности». В результате успешно проведенного эксперимента и по итогам аттестации 29 июня 2001 года муниципальному общеобразовательному учреждению средней общеобразовательной школе № 66 был присвоен статус лицея.

## Устройство школы
Прием в школу: в 1-11-е классы — по заявлению родителей (законных представителей) в соответствии с Порядком приема граждан на обучение по образовательным программам начального общего, основного общего и среднего общего образования, утвержденным приказом Министерства образования и науки РФ от 22.01.2014 № 32.
Режим работы: двухсменный. В 1-11-х классах — пятидневный. Начало занятий первой смены — 8.00, второй — 14.00. Продолжительность урока в 1-х классах — 35 минут (1,2 четверть) и 45 минут (3,4 четверть), 2-11-х — 45 минут.
Кадровое обеспечение: учителей — 75, педагогов-психологов — 2, социальных педагогов — 1, педагогов дополнительного образования — 7, преподавателей-организаторов ОБЖ — 1.
Квалификация преподавателей: 47 учителей имеет высшую квалификационную категорию; 28 — первую. В лицее трудятся сотрудники Липецкого медицинского колледжа; 3 педагога имеют почётное звание «Заслуженный учитель РФ»; 10 — награждены нагрудным знаком «Почетный работник общего образования РФ»; 30 — Почетной грамотой МО РФ, 2 — являются лауреатами премии имени К. А. Москаленко, 2 — лауреата премии имени С. А. Шмакова, директор лицея награждена Знаком отличия «За заслуги перед городом Липецком», 6 — являются победителями приоритетного национального проекта «Образование».
Группы продленного дня: по запросам родителей для обучающихся 1-4-х классов (наполняемость — 25 человек).

### Программа обучения
Реализуемые программы: начального общего образования (в том числе по системе Л. В. Занкова, по УМК «Начальная школа XXI века» (под ред. Н. В. Виноградовой), «Гармония» (под ред. Н. Б. Истоминой)), «Планета знаний», «Школа России»); основного общего образования; среднего общего образования базового и профильного уровней, а также углубленного изучения отдельных предметов (математика, иностранные языки, химия, биология).
Изучение иностранных языков: изучение английского, немецкого, французского языков, изучение второго иностранного языка с 5-го класса, углубленное изучение иностранных языков в
гуманитарных классах.

### Ученические организации
В лицей действуют Детская Экологическая Организация «Маленький принц». Экологические и добровольческие отряды.

## Лицей и наука
Экспериментальные площадки сменяли одна другую. Хроника начала апробации тех или иных инноваций выглядит следующим образом:
— 1988/89 учебный год — обучение с 6 лет плюс эксперимент по внедрению системы развивающего обучения Л. Занкова;
— 1989/90 учебный год — преемственность образовательной и внешкольной и внеклассной воспитательной работы с детьми;
— 1990/91 учебный год — обучение детей с задержкой психического развития;
— 1991/92 учебный год — организация и методы работы в классах компенсирующего обучения;
— 1992/93 учебный год — раннее обучение иностранным языкам;
— 1993/94 учебный год — раннее обучение информатике;
— 1994/95 учебный год — раздельное обучение мальчиков и девочек;
— 1995/96 — обучение детей в лицейских и гимназических классах;
— 1997/1998 — начало эксперимента по экологическому образованию детей;
— 1998/2010 — опытно-экспериментальная работа по экологическому образованию, которая продолжается и до сегодняшнего момента;
— 2009/2010 — эксперимент по теме «Этика — как предмет и система воспитания»;
−2010/2011 −2016/2017 — учреждение реализующее системные инновационные проекты в системе образования города Липецка по теме «Социальное проектирование»;
−2014/2015 — 2016/2017 — инновационная региональная площадка по теме «Социальное проектирование как способ формирования экологической культуры участников образовательного процесса».

### Участие в олимпиадах и конкурсах
Регулярно ученики школы участвуют в интеллектуальных конкурсах и этапах предметных олимпиад Всероссийской олимпиады школьников. Многие выпускники лицея учатся в престижнейших вузах России — МГУ, МГИМО (У) МИД РФ, СПбГУ, НИУ ВШЭ, Финуниверситете, ВГУ, РГУНиГ и других.

## Действующие эксперименты лицея
−2010/2011 −2016/2017 — учреждение реализующее системные инновационные проекты в системе образования города Липецка по теме «Социальное проектирование»; −2014/2015 — 2016/2017 — инновационная региональная площадка по теме «Социальное проектирование как способ формирования экологической культуры участников образовательного процесса».